# Geraldo Moraes
Geraldo da Rocha Moraes (Santa Maria, 24 de junho de 1939 – Cuiabá, 5 de agosto de 2017) foi um cineasta brasileiro.

## Biografia
Geraldo Moraes passou a infância e adolescência em Porto Alegre, onde desde os 13 anos freqüentou o Cineclube Pró Deo, instituição católica fundada por Humberto Didonet, e mais tarde passou a participar do Clube de Cinema de Porto Alegre, criado por P. F. Gastal. Em 1961 escreveu o roteiro do curta-metragem "O Último Golpe", de João Carlos Caldasso.
Em 1962, eleito vice-presidente da União Nacional dos Estudantes, mudou-se para o Rio de Janeiro, onde participou do CPC (Centro Popular de Cultura da UNE) até o ano seguinte.
Após o golpe de 1964 foi para Goiânia, onde trabalhou com Alinor Azevedo e realizou documentários para cinema e televisão com o fotógrafo Fernando Stamato, com o qual aprendeu a fotografar e montar. Realizou experiências com cinema de animação e ajudou a criar o Departamento de Cinema do estado de Goiás.
A partir de 1967, radicou-se em Brasília, onde se tornou professor de cinema e televisão na UnB. Nos anos 1970, realizou dois curtas-metragens, escreveu e dirigiu peças teatrais e começou a preparar seu primeiro longa, A DIFÍCIL VIAGEM (1981). Dirigiu também os longas CÍRCULO DE FOGO (1990), NO CORAÇÃO DOS DEUSES (1997) e O HOMEM MAU DORME BEM (2009).
Na UnB, criou o CPCE - Centro de Produção Cultural e Educativa, a partir de um convênio com o BID, onde produziu ampla documentação audiovisual da Região Centro-Oeste.
Em 1992, foi Secretário do Audiovisual e Secretário do Planejamento do Ministério da Cultura, na gestão do ministro Antônio Houaiss, quando administrou o Prêmio Resgate do Cinema Brasileiro, que deu início à retomada da produção cinematográfica no país após o governo Collor, e coordenou a regulamentação da Lei do Audiovisual.
Em 2003, foi eleito presidente do Congresso Brasileiro de Cinema. Na sua gestão, trabalhou pela criação da ANCINAV - Agência Nacional do Cinema e do Audiovisual e pela aprovação da Convenção  para a Proteção e Promoção da Diversidade das Expressões Culturais (Convenção da UNESCO). Criou a Coalizão Brasileira pela Diversidade Cultural e é membro do Conselho Diretor da Federação Internacional das Coalizões (FICDC).
Geraldo residia em Salvador, era casado com a produtora Solange Lima e tem seis filhos de dois casamentos anteriores, todos atuantes na área de comunicação: Márcio (diretor de animação), Marta (jornalista), Denise (cineasta e professora de cinema), Paulo (produtor de televisão), André (músico e diretor de cinema e televisão) e Bruno (ator e cineasta).
O cineasta tem vários livros publicados e em 2008, ganhou biografia da Coleção Aplauso, da Imprensa Oficial de São Paulo. Trata-se de "Geraldo Moraes - O Cineasta do Interior", escrita pelo jornalista Klecius Henrique.
Faleceu no dia 5 de agosto de 2017 e teve as suas cinzas colocadas no mar do Rio Vermelho, pelos seus seis filhos, esposa, irmã e netos, em Salvador, Bahia, local que ele escolheu para viver com seu grande amor, Solange Souza Lima Moraes.

## Filmografia
- 2008: O Homem Mau Dorme Bem
- 1999: No Coração dos Deuses
- 1990: O Círculo de Fogo
- 1980: A Difícil Viagem
- 1976: Os Mensageiros da Aldeia (curta)
- 1973: A Semente do Pão (curta)